# Cincle de Pallas
Cinclus pallasii
Espèce
Statut de conservation UICN

 LC  : Préoccupation mineure
Le Cincle de Pallas (Cinclus pallasii) est une espèce d'oiseaux qui se trouve en Asie. Son nom commémore le naturaliste allemand actif en Russie Peter Simon Pallas (1741-1811).

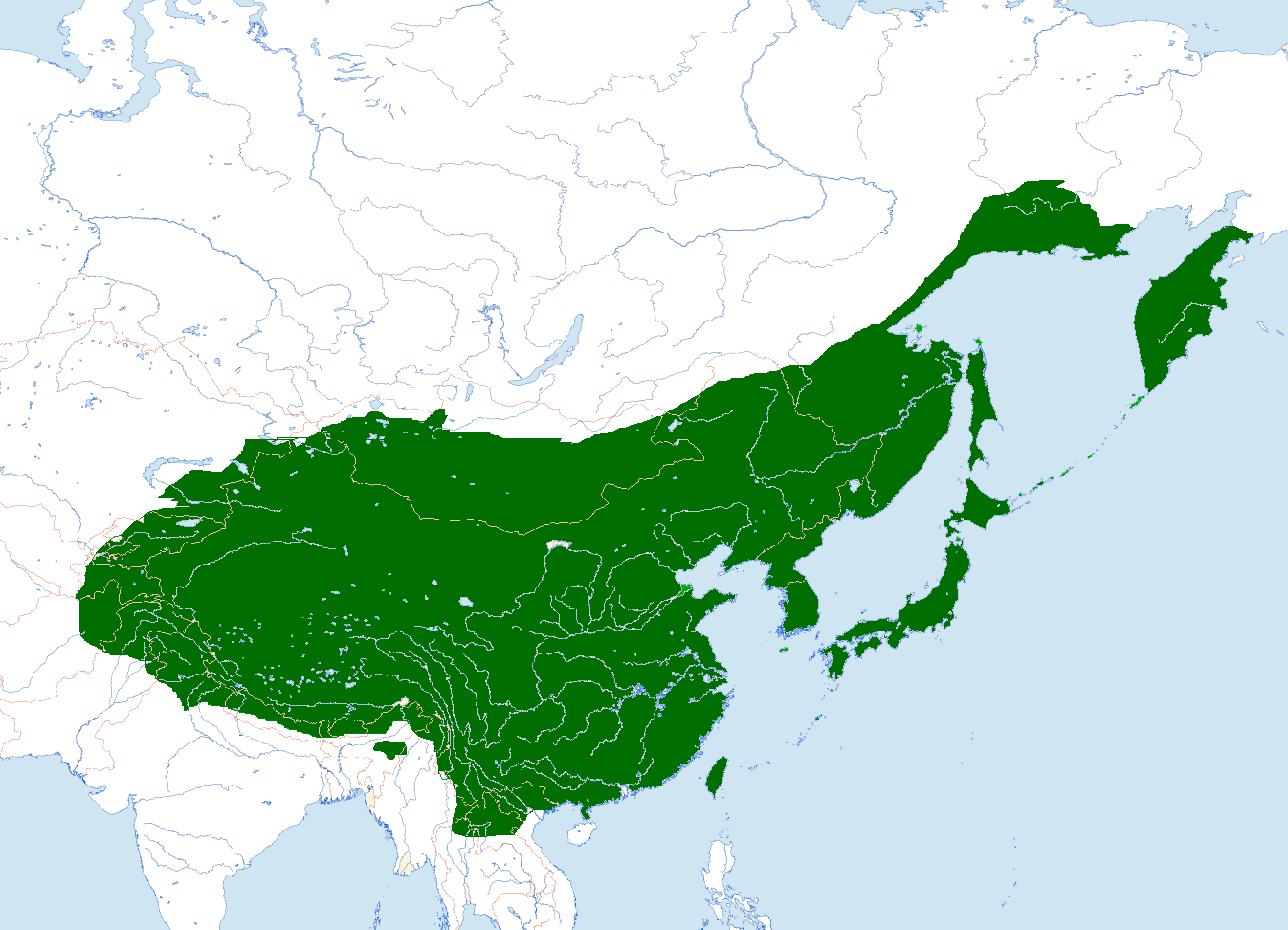
Aire de répartition du Cincle de Pallas